# Viborg Amt (før 1970)
Viborg Amt blev oprettet i 1794 og nedlagt ved Kommunalreformen i 1970, hvor bl.a. Viborg Amt og Thisted Amt sammenlægges i det nye Viborg Amt.
Området for Viborg Amt i perioden 1794-1970 hørte i middelalderen til Sallingsyssel (Sallingland og Fjends Herred), Himmersyssel (Rinds Herred), Ommersyssel (Middelsom, Nørre- og Sønderlyng Herred), Løversyssel (Lysgård og Hids Herred) og Aabosyssel (Hovlbjerg Herred). Fra amternes oprettelse i 1662 bestod det for størstedelen af Skivehus Amt (Hindborg, Rødding, Harre og Nørre Herreder i Salling med Fur) og Hald Amt (Fjends, Middelsom, Nørlyng og Rinds Herreder), mens Sønderlyng og Hovlbjerg Herred hørte til Dronningborg Amt og Lysgaard og Hids Herreder til Silkeborg Amt. Ved resolution af 19. marts 1794 oprettedes Viborg Amt ved forening af Skivehus og Hald Amter samt samt Lysgård Herred fra Silkeborg Amt samt Houlbjerg og Sønderlyng Herred fra Dronningborg Amt. I 1821 henlagdes Hids Herred fra Århus Amt til Viborg Amt.
Viborg Amt bestod af tolv herreder:
- Fjends
- Harre
- Hids
- Hindborg
- Houlbjerg
- Lysgård
- Middelsom
- Nørlyng
- Nørre
- Rinds
- Rødding
- Sønderlyng

Efter Kommunalreformen i 1970 blev Viborg Amt delt mellem Ringkjøbing Amt, Viborg Amt og Århus Amt.
Engesvang Sogn gik til Ikast Kommune i Ringkjøbing Amt.
Nogle sydlige og vestlige sogne gik til disse seks kommuner i Århus Amt:
- Gjern
- Hammel
- Langå
- Purhus
- Randers
- Silkeborg

Langt den største del gik dog til tretten kommuner i Viborg Amt:
- Bjerringbro
- Fjends
- Hvorslev
- Karup
- Kjellerup
- Møldrup
- Sallingsund
- Skive
- Spøttrup
- Sundsøre
- Tjele
- Viborg
- Aalestrup

Desuden blev Estvad og Rønbjerg sogne fra Ginding Herred i Ringkøbing Amt flyttet til Skive kommune i det nye Viborg Amt.

## Amtmænd
- 1794-1813: Niels Sehested. Han amtmand for både Skive Amt og Hald Amt fra 1789.
- 1813-1820: Emanuel Blom.
- 1820-1831: Johan Francisens Gottlieb Schönheyder.
- 1831-1843: Frans Vilhelm Ferdinand Ahlefeldt Laurvigen.
- 1843-1866: Lucas Peter v. Bretton.
- 1866-1879: Gottlob Emil Georg Frederik baron Rosenkrantz.
- 1879-